# 杜舍蒂市鎮

杜舍蒂市鎮，是格魯吉亚東北部姆茨赫塔-姆蒂亚内蒂大区的市镇，行政中心为杜舍蒂，面積2,982平方公里，2014年人口25,659，人口密度每平方公里8.6人。